# Wola Kazubowa
Wola Kazubowa (prononciation [ˈvɔla kazuˈbɔva]) est un village de la gmina de Tuszyn, du powiat de Łódź-est, dans la voïvodie de Łódź, situé dans le centre de la Pologne.

## Administration
De 1975 à 1998, le village était attaché administrativement à l'ancienne voïvodie de Piotrków.

Depuis 1999, il fait partie de la nouvelle voïvodie de Łódź.